# Xerotricha
Xerotricha ist eine Schneckengattung aus der Familie der Geomitridae in der Ordnung der Landlungenschnecken (Stylommatophora).

## Merkmale
Die vergleichsweise kleinen Gehäuse sind flach bis turmförmig und haben fünf bis sechs Windungen. Die gewölbten Windungen können leicht geschultert sein. Die letzte Windung senkt sich zur Mündung ab. Die Mündung ist rundlich oder auch leicht gewinkelt an der Peripherie. Der Mündungsrand ist dünn und am Innenrand kann eine Lippe vorhanden sein. Der Nabel ist eher eng. Die Embryonalwindungen sind glatt. Die Farbe des Gehäuses variiert von weißlich bis hornfarben und bräunlich. Die Oberfläche weist mehr oder weniger kräftige Anwachsstreifen oder Rippchen auf.
Im zwittrigen Geschlechtsapparat mündet der wenig gewundene Samenleiter spitzwinklig in den Epiphallus. Das Flagellum ist kurz und dünn, kürzer als der Epiphallus. Auch der Epiphallus ist vergleichsweise kurz nicht deutlich vom spindelförmigen Penis abgesetzt. Der Penisretraktormuskel setzt am distalen Ende des Epiphallus an. Der Penis ist vom rechten Cerebralganglion innerviert. An der Vagina setzen zwei große Pfeilsäcke an, jeder mit jeweils einem Liebespfeil. Nur im Schnitt sichtbar, sitzen zwischen Vaginawand und den großen Pfeilsäcken, außerdem noch zwei sehr kleine, innere Pfeilsäcke. Der leicht gebogene Liebespfeil ist an der Basis rundlich und hat ein schmales Blatt an der Spitze. Über den Pfeilsäcken setzen an der Vagina an (bzw. um die Vagina herum) vier verzweigte Glandulae mucosae. Der freie Eileiter ist sehr kurz. Der Stiel der Spermathek ist sehr lang, die Blase liegt unterhalb der Albumindrüse.

## Ähnliche Gattungen
Die Gattung Xerotricha unterscheidet sich von der Gattung Helicella durch den Pfeilsackapparat. Bei Helicella sind, von außen sichtbar, zwischen den eigentlichen Pfeilsäcken (die die Liebespfeile enthalten) und der Vagina zwei kleinere akzessorische oder innere Pfeilsäcke (ohne Liebespfeile) ausgebildet. Diese akzessorischen oder inneren Pfeilsäcke sind bei den Xerotricha-Arten sehr klein und von außen nicht sichtbar. Die postembryonalen Windungen sind mit feinen Härchen besetzt, die bei den adulten Tieren oft schon ausgefallen sind; die Haaransätze sind jedoch auf der Oberfläche der Schale noch zu sehen.
.

## Geographische Verbreitung und Lebensraum
Die Xerotricha-Arten kamen ursprünglich in Südeuropa, Nordafrika und den Kanarischen Inseln vor. Inzwischen sind einzelne Arten auch in andere Gebiete und Erdteile anthropogen verschleppt worden.

## Taxonomie
Das Taxon wurde 1892 von Tommaso di Maria Allery Monterosato aufgestellt. Die MolluscaBase stellt folgende Arten in die Gattung Xerotricha:
- Unterfamilie Helicellinae Ihering, 1909
  - Xerotricha adoptata (Mousson, 1872)
  - Xerotricha apicina (Lamarck, 1822)
  - Xerotricha barcinensis (Bourguignat, 1868)
  - Xerotricha bierzona (Gittenberger & Manga, 1977)
  - Haarige Heideschnecke (Xerotricha conspurcata (Draparnaud, 1801))
  - Xerotricha corderoi (Gittenberger & Manga, 1977)
  - Xerotricha crispolanata (Wollaston, 1878)
  - Xerotricha gasulli (Ortiz de Zárate y López, 1950)
  - Xerotricha gonzalezi (Azpeitia Moros, 1925)
  - Xerotricha huidobroi (Azpeitia Moros, 1925)
  - Xerotricha jamuzensis (Gittenberger & Manga, 1977)
  - Xerotricha lancerottensis (Webb & Berthelot 1833)
  - Xerotricha madritensis (Rambur, 1868)
  - Xerotricha nodosostriata (Mousson, 1872)
  - Xerotricha nubivaga (Mabille, 1882)
  - Xerotricha orbignii (D’Orbigny 1836)
  - Xerotricha pavida (Mousson 1872)
  - Xerotricha renei (Fagot, 1882)
  - Xerotricha silosensis (Ortiz de Zárate y López, 1950)
  - Xerotricha vatonniana (Bourguignat, 1867)
  - Xerotricha zaratei (Gittenberger & Manga, 1977)
  - Xerotricha zujarensis (Ortiz de Zárate y López, 1950)

Die Gattung Xerotricha wird in die Tribus und Unterfamilie Helicellini bzw. Helicellinae gestellt. Dieses Taxon wurde 2018 in die Familie Geomitridae transferiert.

## Belege

### Online
- AnimalBase: Genus taxon summary for Xerotricha